# Anno Dracula
Anno Dracula (titre original : Anno Dracula) est un roman d'horreur de l'écrivain britannique Kim Newman et publié au Royaume-Uni en 1992. Il a été traduit en français par Thierry Arson et publié par les éditions J'ai lu en 1999 puis aux éditions Bragelonne en 2012. Il est le premier de quatre livres portant sur l'histoire d'un Dracula qui aurait survécu dans le roman de Bram Stoker. Il se déroule à Londres en 1888 à l'époque de Jack l'Éventreur.
Les autres livres de la série sont Le Baron Rouge Sang, Le Jugement des larmes et Johnny Alucard.

## Résumé
Le roman part de l'hypothèse que Dracula est sorti vainqueur de l'affrontement avec le docteur Van Helsing et son groupe avant qu'il ne quitte l'Angleterre pour la Transylvanie. Il a tué Van Helsing, Quincey Morris et Jonathan Harker (les autres membres du groupe dont le docteur John Seward ont réussi à s'échapper).
L'action se déroule en 1888, trois ans après ces faits. Dracula a épousé la reine Victoria et les vampires règnent en maîtres sur Londres et l'Angleterre. Humains et vampires cohabitent et les seconds dominent facilement les premiers. À l'automne de cette même année, un psychopathe commence à tuer et à éventrer des prostituées du quartier Whitechapel et se fait surnommer Scalpel d'Argent. En fait, il s'agit d'un membre éminent de l'ancien groupe Van Helsing, le docteur Seward, qui travaille comme médecin à Toynbee Hall, un hôpital privé de Whitechapel.
Charles Beauregard, un aventurier au service d'une organisation secrète, le Diogene's Club, se voit confier le mandat d'enquêter sur les meurtres de Whitechapel. Geneviève Dieudonné, une vampire française vieille de quatre siècles mais qui ne paraît que seize ans, se voit attribuer le même rôle par Scotland Yard. Les deux personnages se rencontrent lors de l'enquête du coroner sur l'une des victimes. Pour le moment, ils ne se parlent pas et continuent leur enquête séparément. Mais elle ne donne rien. Les Juifs sont soupçonnés, puis c'est un cordonnier du nom de Pizer, ensuite on croit que c'est un policier et qu'il ne sera jamais pris. Bientôt, le tueur envoie une lettre au conseil de presse, promet de récidiver et signe Jack l'Éventreur.
Beauregard et Geneviève font plus ample connaissance le 30 septembre, après que Jack l'Éventreur ait tué deux prostituées vampires le même soir. Le lendemain soir, alors qu'ils conversent au sujet de l'Éventreur dans un fiacre, Geneviève est attaquée par un vampire chinois encore plus vieux et plus puissant qu'elle. Il semble lui en vouloir jusqu'à la tuer mais pour une raison qu'elle ne connait pas. Après s'être débarrassé facilement de Beauregard, le Chinois la blesse sérieusement puis s'enfuit.
Beauregard donne du sang à la jeune vampire pour la remettre d'aplomb puis l'emmène au Toynbee Hall, dont le directeur n'est nul autre que John Seward. Celui-ci y est de plus en plus absent. Personne ne le sait mais il s'est entiché d'une jeune prostituée vampire du quartier, Mary Jane Kelly, dont la ressemblance avec son ancienne amie, Lucy Westenra, est frappante.
Pendant que Geneviève se remet lentement de ses blessures, Beauregard rompt ses liens avec sa fiancée Penelope Churchward, qui décide alors de devenir une vampire en se jetant dans les bras d'Arthur Holmwood dit Lord Godalming, un ancien allié de Van Helsing devenu vampire qui tente de se racheter auprès de Dracula en faisant du zèle.
Beauregard, qui connait des chefs d'organisation occultes chinoises dont le Si Fan, fait jouer ses relations pour que Geneviève n'ait plus de problèmes avec le vampire ancien qui l'a attaquée. L'association entre eux est maintenant assez forte et c'est ensemble qu'ils continuent l'enquête sur Jack l'Éventreur. Un colonel vampire s'empare alors de ce qu'il pense être l'assassin. Il s'agit de Montague John Druitt, qui travaille occasionnellement au Toynbee Hall. Druitt est passé à tabac et meurt peu après. Mais Beauregard et Geneviève ne croient pas qu'il s'agit de Jack l'Éventreur. Ses habitudes de vie ne correspondent pas.
Le soir du 9 novembre, Lord Godalming enquête sur un certain Danny Dravot dans Whitechapel. Il le soupçonne de conspirer contre le gouvernement de Dracula. Alors qu'il le suit dans le quartier, il rencontre John Seward et Mary Jane Kelly et leur fait croire qu'il s'agit de Jack l'Éventreur. Seward s'est aperçu que Godalming, son ancien ami, est devenu un vampire et l'égorge avec son scalpel à l'entrée de Miller's Court où habite Kelly. Au cours des dernières semaines, Seward est devenu fou, voyant en Kelly sa bien-aimée Lucy. Mais, cette nuit, alors qu'ils sont chez elle, il s'aperçoit tout à coup qu'il ne s'agit que d'une prostituée vampire et l'égorge à son tour avec son scalpel.
Pendant ce temps, au Toynbee Hall, Beauregard et Geneviève ont fait le rapprochement entre les absences de John Seward et les meurtres. Ils découvrent dans ses dossiers les noms de toutes les victimes dont celui de Mary Jane Kelly habitant au 13 Miller's Court. Ils y courent pour y découvrir Seward en train de réduire en charpie le corps sanglant de Kelly. Beauregard le neutralise puis le tue pour lui épargner la vengeance de Dracula.
Le dernier acte se déroule au palais de Buckingham où Beauregard et Geneviève ont été invités par Dracula et Victoria pour célébrer leur victoire. Dans la salle du trône, Beauregard sème la confusion la plus totale en dévoilant le scalpel de Seward et en le lançant vers Victoria, agenouillée à côté de Dracula. Celle-ci le prend au vol et se le plante en plein cœur. La reine morte, Dracula n'est plus le prince consort. Profitant du chaos, Beauregard et Geneviève parviennent à s'échapper du palais. Dracula, qui a perdu ses pouvoirs sur l'Angleterre, fuit également le palais transformé en chauve-souris.

## Les principaux personnages
- Dracula : après sa victoire sur Van Helsing, il s'est emparé du pouvoir en Angleterre, a épousé la reine Victoria et est devenu le prince consort.
- John Seward : chirurgien, il a été l'un des alliés du docteur Van Helsing dans sa lutte contre Dracula. Trois ans plus tard, il pratique la médecine dans Whitechapel. Il est également Jack l'Éventreur.
- Geneviève Dieudonné : vampire, elle a été mordue à l'époque de Jeanne d'Arc et est donc plus vieille que Dracula malgré son aspect adolescent. Elle est fière de descendre de la lignée de Chandagnac, celui qui l'a mordu à l'époque. À Londres, elle seconde le docteur Seward dans son travail et enquête sur les meurtres de Whitechapel.
- Charles Beauregard : espion au service du Diogene's Club. Aventurier, il a visité plusieurs pays. Il a autrefois été marié à Pamela Churchward, morte en couches. Il est maintenant fiancé à sa cousine Penelope. Son club le charge d'enquêter sur les meurtres de Whitechapel.
- Arthur Holmwood : maintenant Lord Godalming. Il a été autrefois membre de l'équipe Van Helsing. Devenu vampire, il tente de prouver sa fidélité au nouveau régime.
- Penelope Churchward : fiancée de Charles Beauregard.
- Lord Ruthven : premier ministre vampire de Grande-Bretagne.
- Kate Reed : jeune journaliste qui tente de se faire un nom dans Londres. Elle devient vampire par  choix à l'automne 1888.
- Lestrade : agent de Scotland Yard. Vampire.
- Mandeville Messervy : président du Diogene's Club.
- Kostaki : vampire, membre de la Garde de Dracula.
- Ezzelin von Klatka : Autrichien vampire, membre de la Garde de Dracula.
- Martin Cuda : vampire appartenant à la Garde de Dracula.
- comte Vardalek : vampire hongrois appartenant à la Garde de Dracula. Il se targue d'être membre de sa parenté.
- Docteur Diabolique : Chinois, l'un des chefs du Si Fan, l'une des organisations occultes d'Extrême-Orient qui fait de l'argent avec la prostitution et la vente de l'opium. Il propose une trêve à Beauregard, le temps de retrouver le tueur de Whitechapel qui lui a fait perdre de l'argent.
- Fox Malleson : orfèvre réputé de Londres. Il fabrique plusieurs objets en argent: Balles, épées, etc.
- Cathy Eddowes : prostituée vampire.
- Lily Mylett : petite fille vampire qui a tenté de se transformer en chauve-souris sans réussir. Il n'y a qu'une aile membraneuse qui est apparue mais cela l'a tellement affaiblie qu'elle en meurt.
- Mary Jane Kelly : prostituée vampire de l'East End. Se fait appeler Marie Jeanette. Elle est fréquentée par le docteur Seward qui voit en elle une ressemblance avec Lucy, une amie mordue jadis par Dracula.
- Iorga : général commandant la Garde de Dracula.
- Mackenzie : policier londonien originaire d'Écosse. Ami de Kostaki, bien qu'il ne soit pas vampire.
- Danny Dravot : sergent vampire qui a auparavant servi en Inde et en Afghanistan. Maintenant, pour une raison indéfinissable, il cherche à semer le trouble dans Londres afin de renverser le gouvernement.

## Personnages historiques mentionnés dans le roman
- Frederick Abberline
- Victoria
- Vlad Tepes
- Bram Stoker
- Mary Jane Kelly
- Annie Chapman
- Montague John Druitt (en)
- Catherine Eddowes
- Mary Ann Nichols
- Oscar Wilde
- Joseph Merrick
- Eleanor Marx
- Henry Hyndman
- Charles Warren
- William Morris
- George Bernard Shaw
- Alfred Tennyson
- Florence Stoker
- Augustin Calmet
- J.-H. Rosny aîné

## Éditions
- Anno Dracula, 12 octobre 1998, Simon & Schuster, 416 pages  (ISBN 978-0671717803) (édition originale).
- Anno Dracula, 4 janvier 1999, J'ai lu, traduit par Thierry Arson, 380 pages  (ISBN 978-2290049662).
- Anno Dracula, 26 octobre 2012, Bragelonne, traduit par Thierry Arson et Maxime Le Dain, 474 pages  (ISBN 978-2352946069).
- Anno Dracula, 16 avril 2014, Le Livre de poche, traduit par Thierry Arson et Maxime Le Dain, 648 pages  (ISBN 978-2253177241).